# Gary Cole
Gary Michael Cole (Park Ridge, 20 settembre 1956) è un attore statunitense.

## Biografia
Nato nell'Illinois negli anni si è costruito una solida carriera come attore caratterista. Dopo aver studiato alla Rolling Meadows High School e alla Illinois State University, inizia a calcare i palcoscenici teatrali tra Chicago e New York. Dopo una serie di film per la televisione, il suo debutto cinematografico risale al 1985, con un piccolo ruolo nel film Vivere e morire a Los Angeles di William Friedkin.
Conosce la popolarità grazie alla serie televisiva Voci nella notte, dove interpreta un ex poliziotto che conduce un programma radiofonico notturno, ma anche grazie alle serie American Gothic e Crusade. È apparso anche in moltissimi film, tra i quali Soldi sporchi (1998), Impiegati... male! (1999), The Gift - Il dono (2000), One Hour Photo (2002), Le spie (2002), Palle al balzo - Dodgeball (2004), Nickname: Enigmista (2005), Ricky Bobby - La storia di un uomo che sapeva contare fino a uno (2006), Breach - L'infiltrato (2007) e molti altri.
Ha prestato la sua voce per le serie animate I Griffin e Kim Possible, mentre negli ultimi anni è divenuto noto per il ruolo del Vice Presidente Bob Russell nella serie TV West Wing - Tutti gli uomini del Presidente.
Nel 2008 interpreta il violento Wayne Davis nella 4ª stagione di Desperate Housewives e il padre di Sarah Walker nella serie televisiva Chuck. Nel 2011 è guest star della quarta stagione di True Blood, dove interpreta il ruolo di Earl Stackhouse, nonno di Sookie Stackhouse. Sempre nello stesso anno inizia a prendere parte a diversi episodi della serie Suits, nel ruolo del procuratore distrettuale Cameron Dennis. Nel 2012 prende parte alla prima stagione di Hart of Dixie nel ruolo del Dr. Ethan Hart, padre della protagonista Zoe Hart. Dal 2021 è nel cast della serie NCIS - Unità anticrimine, nel ruolo dell'agente Alden Parker.

## Filmografia parziale

### Attore

#### Cinema
- Vivere e morire a Los Angeles (To Live and Die in L.A.), regia di William Friedkin (1985)
- Lucas, regia di David Seltzer (1986)
- Nel centro del mirino (In the Line of Fire), regia di Wolfgang Petersen (1993)
- A casa per Natale (I'll Be Home for Christmas), regia di Arlene Sanford (1998)
- Soldi sporchi (A Simple Plan), regia di Sam Raimi (1998)
- Impiegati... male! (Office Space), regia di Mike Judge (1999)
- The Gift - Il dono (The Gift), regia di Sam Raimi (2000)
- One Hour Photo, regia di Mark Romanek (2002)
- Le spie (I Spy), regia di Betty Thomas (2002)
- Palle al balzo - Dodgeball (Dodgeball: A True Underdog Story), regia di Rawson Marshall Thurber (2004)
- Appuntamento da sogno! (Win a Date with Tad Hamilton!), regia di Robert Luketic (2004)
- The Ring 2 (The Ring Two), regia di Hideo Nakata (2005)
- Crazy in Love (Mozart and the Whale), regia di Petter Næss (2005)
- Nickname: Enigmista (Cry_Wolf), regia di Jeff Wadlow (2005)
- Ricky Bobby - La storia di un uomo che sapeva contare fino a uno (Talladega Nights: The Ballad of Ricky Bobby), regia di Adam McKay (2006)
- Breach - L'infiltrato (Breach), regia di Billy Ray (2007)
- Conspiracy, regia di Adam Marcus (2008)
- Strafumati (Pineapple Express), regia di David Gordon Green (2008)
- Il coraggio di vincere (Forever Strong), regia di Ryan Little (2008)
- The Joneses, regia di Derrick Borte (2009)
- Hop, regia di Tim Hill (2011)
- Tammy, regia di Ben Falcone (2014)
- The Town That Dreaded Sundown, regia di Alfonso Gomez-Rejon (2014)
- The Bronze - Sono la numero 1 (The Bronze), regia di Bryan Buckley (2015)
- Attraverso i miei occhi (The Art of Racing in the Rain), regia di Simon Curtis (2019)

#### Televisione
- Ai confini della realtà (The Twilight Zone) – serie TV, 1 episodio (1985)
- Miami Vice – serie TV, episodio 2x21 (1986)
- Voci nella notte (Midnight Caller) – serie TV, 61 episodi (1988-1991)
- Ai confini della realtà - I tesori perduti (Twilight Zone: Rod Serling's Lost Classics), regia di Robert Markowitz – film TV (1994)
- American Gothic – serie TV, 22 episodi (1995-1996)
- Crusade – serie TV, 13 episodi (1999)
- Cadet Kelly - Una ribelle in uniforme (Cadet Kelly), regia di Larry Shaw – film TV (2002)
- Family Affair – serie TV, 15 episodi (2002-2003)
- Detective Monk (Monk) – serie TV, episodio 2x08 (2003)
- West Wing - Tutti gli uomini del Presidente (The West Wing) – serie TV, 21 episodi (2003-2006)
- Pop rocks! (Pop Rocks), regia di Ron Lagomarsino – film TV (2004)
- Law & Order - Unità vittime speciali (Law & Order: Special Victims Unit) – serie TV, 2 episodi (2004-2016)
- Wanted – serie TV, 13 episodi (2005)
- Supernatural – serie TV, episodio 2x18 (2007)
- Desperate Housewives – serie TV, 6 episodi (2008)
- Psych – serie TV, episodio 3x08 (2008)
- Chuck – serie TV, 2 episodi (2008-2011)
- Entourage – serie TV, 12 episodi (2008-2010)
- La strana coppia (The Odd Couple) – serie TV, 2 episodi (2010)
- The Closer – serie TV, episodio 6x08 (2010)
- The Good Wife – serie TV, 14 episodi (2010-2011)
- True Blood – serie TV, episodio 4x01 (2011)
- Suits – serie TV, 10 episodi (2011-2019)
- Ricochet - La maschera della vendetta (Ricochet), regia di Nick Gomez – film TV (2011)
- Hart of Dixie – serie TV, 2 episodi (2012)
- L'ultima mossa dell'assassino (An Officer and a Murderer), regia di Norma Bailey – film TV (2012)
- Royal Pains – serie TV, episodio 4x10 (2012)
- The Wedding Band – serie TV, 1 episodio (2013)
- Veep - Vicepresidente incompetente (Veep) – serie TV, 18 episodi (2013-2014)
- Angie Tribeca – serie TV, 1 episodio (2016)
- Unforgettable – serie TV, 1 episodio (2016)
- The Good Fight – serie TV, 11 episodi (2017-2019)
- Chicago Fire – serie TV, 12 episodi (2018-2019)
- Fam – serie TV, 7 episodi (2019)
- Mixed-ish – serie TV, 36 episodi (2019-2021)
- NCIS - Unità anticrimine (NCIS) – serie TV, 52 episodi (2021-in corso)
- NCIS: Hawai'i – serie TV, episodi 1x18-2x01-2x10 (2022-2023)
- NCIS: Los Angeles – serie TV, episodio 14x10 (2023)
- Infiltrati alla Casa Bianca - White House Plumbers (White House Plumbers) – miniserie TV, 5 puntate (2023)

### Doppiatore
- Kim Possible (38 episodi, 2002-2007)
- Kim Possible - Viaggio nel tempo (Kim Possible: A Sitch in Time), regia di Steve Loter (2003)
- Kim Possible - La sfida finale (Kim Possible: So the Drama), regia di Steve Loter (2005)
- I Griffin (Family Guy) (31 episodi, 2000-2011)
- Scooby-Doo - Mystery, Inc. (20 episodi, 2010-presente)
- Bob's Burgers (4 episodi, 2012-2014)
- Archer (4 episodi, 2014)
- The Tom & Jerry Show (3 episodi, 2014)
- La leggenda di Korra (2 episodi (2014)
- Penn Zero: Part-Time Hero (6 episodi, 2014-presente)
- F Is for Family (6 episodi, 2015)
- Beavis and Butt-Head Do the Universe (2022)

## Doppiatori italiani
Nelle versioni in italiano delle opere in cui ha recitato, Gary Cole è stato doppiato da:
- Massimo Lodolo in Appuntamento da sogno!, Law & Order - Unità vittime speciali, Conspiracy, Fam, Mixed-ish
- Francesco Pannofino in La famiglia Brady, Il ritorno della famiglia Brady, Le spie, Ricky Bobby - La storia di un uomo che sapeva contare fino a uno
- Francesco Prando in Chicago Fire, NCIS - Unità anticrimine, NCIS: Hawai'i, NCIS: Los Angeles
- Antonio Sanna in The Gift - Il dono, Wanted, Hart of Dixie
- Angelo Maggi in Soldi sporchi, Breach - L'infiltrato, Desperate Housewives
- Lucio Saccone in Nel centro del mirino, Suits (st. 3, ep. 6x09, 8x16)
- Luca Biagini in Cadet Kelly - Una ribelle in uniforme, Unbroken - La via della redenzione
- Ennio Coltorti in Impiegati... male!, Hop
- Stefano Benassi in Detective Monk, Unforgettable
- Saverio Indrio in Strafumati, Suits (ep. 1x11)
- Marco Mete in The Good Wife, The Good Fight
- Fabrizio Temperini in Veep - Vicepresidente incompetente, Angie Tribeca, Chicago Fire
- Claudio Capone in Voci nella notte
- Massimo Corvo in American Gothic
- Massimiliano Lotti in Ai confini della realtà - I tesori perduti
- Alberto Caneva in One Hour Photo
- Sergio Di Stefano in Palle al balzo - Dodgeball
- Maurizio Reti in Supernatural
- Roberto Draghetti in Psych
- Mario Cordova in The Closer
- Pierluigi Astore in Ricochet - La maschera della vendetta
- Marcello Cortese in The Town That Dreaded Sundown
- Franco Mannella in The Ring 2
- Luca Ward in Chuck
- Enrico Di Troia in True Blood
- Fabrizio Pucci in Royal Pains
- Edoardo Nordio in Il coraggio di vincere
- Stefano Alessandroni in Attraverso i miei occhi

Come doppiatore è sostituito da:
- Lucio Saccone in Kim Possible, Kim Possible - Viaggio nel tempo, Kim Possible - Sfida finale
- Fabrizio Pucci in F Is for Family
- Emilio Cappuccio ne I Griffin
- Luca Biagini ne I Griffin (Direttore Shepard)
- Davide Marzi in Scooby-Doo - Mystery, Inc.
- Nicola Braile in Bob's Burgers